# Боровский, Владислав
Владислав Боро́вский (пол. Władysław Borowski ; 1841, Вильно Российская империя (ныне Вильнюс Литва) — 25 июля 1866, Париж, Франция) — польский революционер, активный участник польского восстания 1863 года.
Служил в Русской императорской армии в чине инженер-подпоручика.
В 1859 году окончил инженерное училище. С 1861 служил в сапёрной бригаде, дислоцированной в Киеве. Вёл здесь революционную работу.
Весной 1863, когда на Правобережной Украине началось восстание, Боровский возглавил один из повстанческих отрядов. В бою под Бородянкой (теперь Киевская область, Украина) его отряд разбили царские войска.
Боровский попал в руки властей, однако вскоре бежал во Францию. С 1864 жил в эмиграции. Учился дорого- и мостостроению.
Умер в Париже и похоронен на кладбище Монмартр.